# Croiseur éclaireur

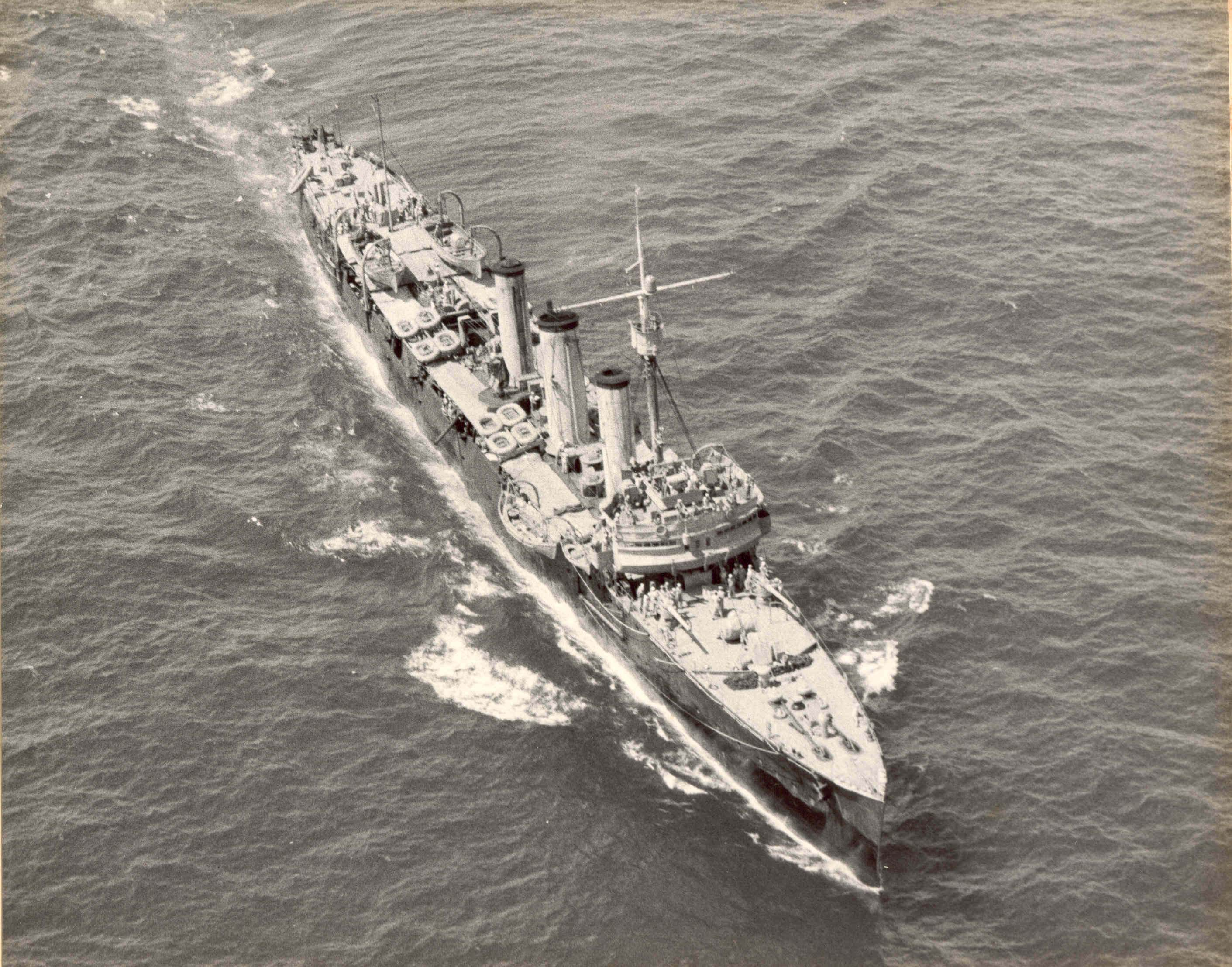
Ce navire est un navire de type cruiser qui servait à la marine brésilienne pour escorter des convois.

Le croiseur éclaireur (en anglais : scout cruiser, en italien : esploratore) est un type de navire de guerre du début du XXe siècle qui était plus petit, plus rapide et plus légèrement armé et blindé que le croiseur protégé ou croiseur léger de l'époque. Il était essentiellement  conçu comme croiseur de reconnaissance pour les flottilles de destroyers.

## Grande-Bretagne
La Royal Navy fut la première marine à utiliser ce genre de croiseur. Elle a acquis 15 unités de scout cruisers répartis en deux groupes distincts. Les huit premiers navires furent commandés dans le programme de 1903 et construits par paire dans des chantiers navals différents. Les sept autres, du programme 1907-1910, furent plus lourds et avec un meilleur armement.

## Italie
La Regia Marina fut l'autre opérateur majeur de ce genre de navire n'ayant ni croiseurs protégés, ni croiseurs légers en programmation à cette même époque. C'est la mise en place de la reconnaissance aérienne (hydravion embarqué sur les navires) dans les années 1930 qui met fin à la construction de ce type de navires italiens.

Elle se servit aussi de différents navires de flottes étrangères, récupérés au titre des dommages de guerre, après la Première Guerre mondiale.
- Bari [1] (ex-SMS Pillau, croiseur léger de la Kaiserliche Marine)
- Ancona [2](ex-SMS Graudenz, croiseur léger de la Kaiserliche Marine)
- Taranto [3] (ex-SMS Straßburg, croiseur léger de la Kaiserliche Marine)
- Premuda [4] (ex-V.116, destroyer de la Kaiserliche Marine)
- Cesare Rossarol [5](ex-B.97, destroyer de la Kaiserliche Marine)
- Venezia (ex- SMS Saïda, croiseur léger de la Marine austro-hongroise)
- Brindisi [6] (ex- SMS Helgodand, croiseur léger de la Marine austro-hongroise)

## Les différentes unités construites

### Royal Navy
- Classe Adventure : 2 unités (1904)
- Classe Forward : 2 unités (1904)
- Classe Pathfinder : 2 unités (1904)
- Classe Sentinel [7] : 2 unités (1904-05)
- Classe Boadicea [8] : 2 unités (1908-09)
- Classe Blonde : 2 unités (1909-10)
- Classe Active : 3 unités (1911-12)

### Regia Marina
- Classe Agordat [9] : 2 unités (1899)
- Quarto [10] (1911)
- Libia[11] (1912)
- Classe Nino Bixio [12] : 2 unités (1911-12)
- Classe Alessandro Poerio [13] : 3 unités (1914)
- Classe Mirabello [14] : 3 unités (1915-16)
- Classe Aquila [15] : 4 unités (1917-19)
- Classe Leone [16] : 3 unités (1923-24)
- Classe Navigatori[17] : 12 unités (1928-30)

### Marine brésilienne
- Classe Bahia [18] : 2 unités (1909)

### US Navy
- Classe Chester [19] : 3 unités (1907)